# Antonio Adolfo Pérez y Aguilar
Antonio Adolfo Pérez y Aguilar (San Salvador, 20 de marzo de 1839 - San Salvador, 17 de abril de 1926) fue el cuarto obispo y primer arzobispo de San Salvador, El Salvador.

## Biografía
Nombrado como Obispo el 13 de enero de 1888 y ordenado el 29 de junio de 1888. Durante su consagración como obispo, se inauguró la nuevamente construida iglesia catedral de San Salvador. Posteriormente, sale de viaje a Roma. Regresa a San Salvador en el 16 de diciembre de 1889 a las 5:00 p. m., su regreso sería anunciado en el Diario Oficial del siguiente día. El 11 de febrero de 1913, San Salvador se convierte en arquidiócesis, es entonces que Pérez y Aguilar es ordenado como arzobispo de San Salvador, desempeñó el cargo hasta su muerte a los 87 años, el 17 de abril de 1926.
| Predecesor: Antonio Adolfo Pérez y Aguilar como Obispo | Arzobispo de San Salvador 11 de febrero de 1913 - 17 de abril de 1926 | Sucesor: José Alfonso Belloso y Sánchez |